# Silver (Cheap Trick)
Silver è il terzo album live della rock band Cheap Trick, pubblicato nel 2001 ma registrato il 28 agosto 1999 al Davis Park di Rockford. L'album è una celebrazione dei venticinque anni di carriera della band, e contiene almeno una canzone per ciascun album pubblicato. Si nota la presenza di varie star, come Slash, Billy Corgan e Art Alexakis. Sul palco salgono anche l'ex Jon Brant, più i figli di Zander e Nielsen.

## Tracce

### Disco Uno
1. Ain't That A Shame – 5:09 – (D. Bartholomew/Fats Domino)
2. I Want You To Want Me – 3:37 – (R. Nielsen)
3. Oh, Candy – 2:58 – (R. Nielsen)
4. That 70's Song – 3:01 – (C. Bell, A. Chilton,R. Nielsen)
5. Voices – 5:04 – (R. Nielsen)
6. If You Want My Love – 3:29 – (R. Nielsen)
7. She's Tight – 3:56 – (R. Nielsen)
8. Can't Stop Fallin' Into Love – 4:03 – (R. Nielsen, T. Petersson, R. Zander)
9. Gonna Raise Hell – 8:56 – (R. Nielsen)
10. I Can't Take It (Versione acustica) – 3:43 – (R. Zander)
11. Take Me To The Top (Versione acustica) – 4:21 – (R. Nielsen, R. Zander)
12. It All Comes Back To You (Versione acustica) – 3:36 – (J. D. McFadden, R. Nielsen, T. Petersson, R. Reynolds, R. Zander)
13. Tonight It's You (Versione acustica) – 5:26 – (J. Brant, R. Nielsen, M. Radice, R. Zander)
14. Time Will Let You Know – 6:18 – (B. O'Doherty, R. Zander)
15. World's Greatest Lover – 5:01 – (R. Nielsen)

### Disco Due
1. The Flame – 6:31 – (B. Mitchell, N. Graham)
2. Stop This Game – 4:49 – (R. Nielsen, R. Zander)
3. Dream Police – 4:44 – (R. Nielsen)
4. I Know What I Want – 4:20 – (R. Nielsen)
5. Woke Up With a Monster – 4:54 – (R. Nielsen, T. Petersson, R. Zander)
6. Never Had a Lot to Lose – 3:50 – (T. Petersson, R. Zander)
7. You're All Talk – 5:23 – (R. Nielsen, T. Petersson)
8. I'm Losin' You – 5:13 – (J. Lennon)
9. Hard To Hell – 3:40 – (R. Nielsen, T. Petersson, R. Zander)
10. Oh, Claire – 1:07 – (B. Carlos, R. Nielsen, T. Petersson, R. Zander)
11. Surrender – 5:07 – (R. Nielsen)
12. Just Got Back – 3:40 – (R. Nielsen)
13. Day Tripper – 4:29 – (J. Lennon, P. McCartney)
14. Who D'King – 3:12 – (B. Carlos, R. Nielsen)

## Formazione
- Robin Zander - voce
- Rick Nielsen - chitarre, voce in World's Greatest Lover
- Bun E. Carlos - batteria
- Tom Petersson - basso, voce in I Know What I Want

## Altre Partecipazioni
- Slash - Chitarra in You're All Talk;
- Jon Brant - Basso in If You Want My Love e She's Tight;
- Holland Zander - Voce in Time Will Let You Know;
- Robin Taylor Zander - cori;
- Daxx Nielsen - Batteria;
- Billy Corgan - Chitarra in Just Got Back;
- Art Alexakis - Chitarra in Day Tripper.